# Buková hora (Orlické hory)
Buková hora (německy Buchberg) je vrchol v České republice ležící na zemské hranici v Orlických horách.

## Geomorfologické zařazení
Buková hora se nachází v geomorfologickém celku Orlické hory, podcelku Bukovohorská hornatina, okrsku Orličský hřbet a podcelku Bukovohorský hřbet.

## Poloha
Buková hora je dominantním vrcholem na jižním zakončení Bukovohorské hornatiny i celých Orlických hor. Bukovohorská hornatina nese svůj název právě podle této hory. Hlavní hřeben hornatiny od ní vede k severu, východní svah prudce spadá do Kladské kotliny a na ostatních světových stranách se střídají prudké svahy s vybíhajícími rozsochami. Buková hora leží na území přírodního parku Suchý vrch - Buková hora.

## Vodstvo
Vrchol Bukové hory leží na hlavním evropském rozvodí Severního a Černého moře. Na jihozápadním svahu pramení Moravská Sázava, východní svah je odvodňován potoky tekoucími do jejího přítoku Březné. Severozápadní svah odvodňuje potok Bystřec posléze se vlévající do Tiché Orlice.

## Vegetace
Vrchol Bukové hory je zalesněný, díky čemuž odtud není dobrý rozhled. Odlesněny jsou pouze dvě lyžařské sjezdovky na severozápadním svahu a jedna na východním.

## Komunikace
Lesní masív Bukové hory neprotíná žádná významnější komunikace, pouze lesní cesty. Buková hora je významnou křižovatkou turistických značených tras a její svahy jsou protkány sítí tras běžkařských. Z rozcestí v nevelké vzdálenosti východně od vrcholu jsou vedeny tyto pěší trasy:
- 1853 přes vrchol do Jablonného nad Orlicí
- 1853 do Lanškrouna
- 4234 do Lanškrouna
- 4234 na Suchý vrch

Západním a jižním svahem je vedena červeně značená  cyklistická trasa 4071.

## Stavby
Přímo na vrcholu se nachází radiokomunikační převáděč a nedaleko od něj severozápadním směrem dvě vrcholové stanice lyžařských vleků, které patří společně s výše zmíněnými běžkařskými trasami ke skiareálu v Čenkovicích. V roce 2010 sem byla vybudována i lanová dráha Červená Voda - Buková hora.